# 内閣総理大臣の辞令
内閣総理大臣の辞令（ないかくそうりだいじんのじれい）は縦書きで、発令年月日は和暦、数字は漢数字での記載となる。漢数字には壱・拾などの大字は用いられず、また、十の位は簡略化せずに記載される (例：「一七年」でなく「十七年」、「二一日」でなく「二十一日」)。

## 国会の指名奏上
```
国会は衆議院議員○○君を
内閣総理大臣に指名いたし
ました。
よってここに奏上いたしま
す。
令和○年○月○日
衆議院議長　　　 （自署）
衆議院事務総長　 （自署）
```

## 内閣総理大臣任命の助言と承認
```
日本国憲法第六条第一項に
依り○○を内閣総理大臣に
任命するについて
右謹んで裁可を仰ぎま
す。
令和○年○月○日
内閣総理大臣　氏　名  （総辞職した内閣総理大臣）
```

裁可を表すため、この書面に天皇はみずから「可」の文字の印章を押印する。

## 任命の辞令（官記）
```
氏　名　 （新内閣総理大臣）
内閣総理大臣に任命する

御名御璽

令和○年○月○日

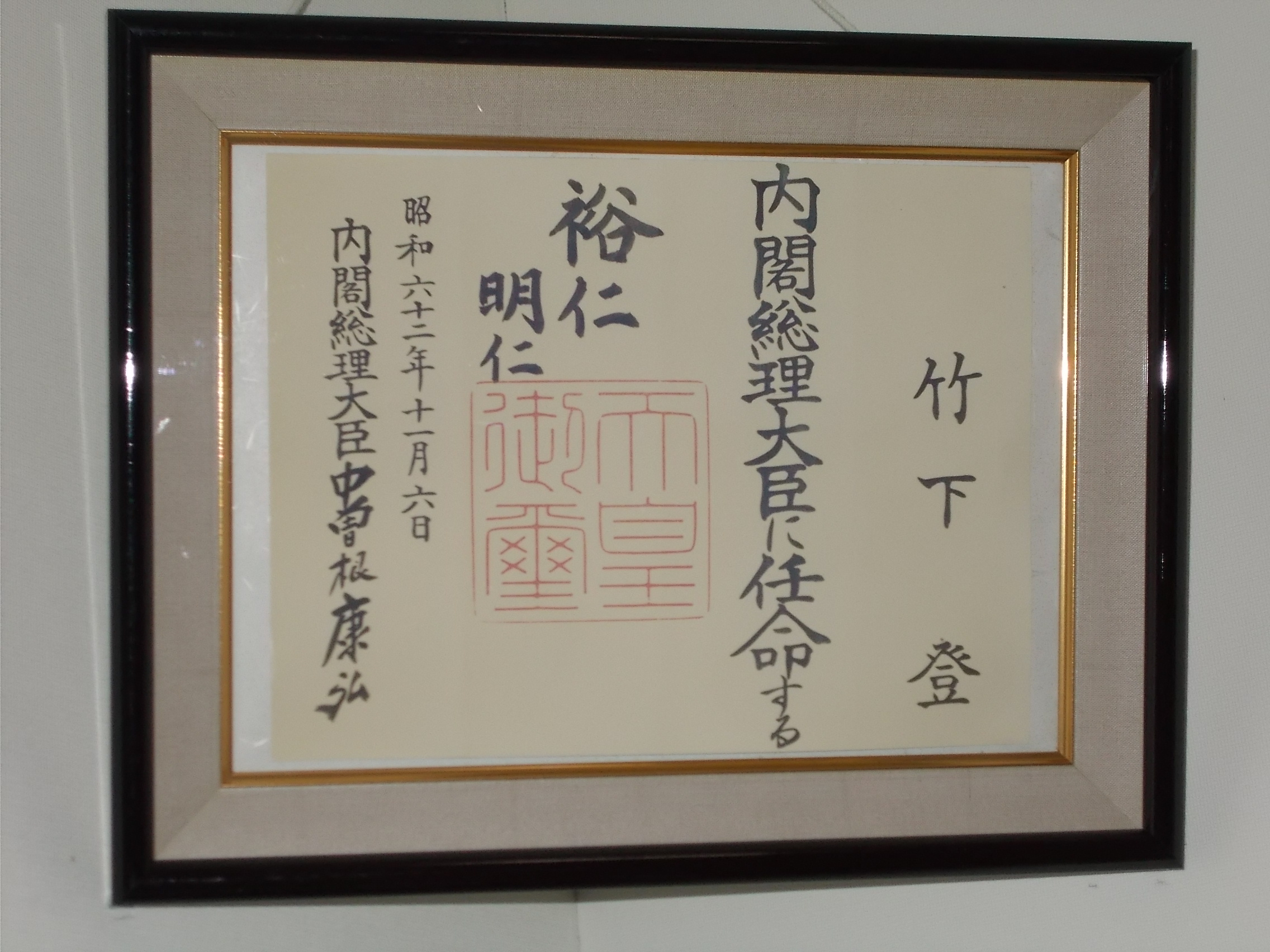
竹下登の内閣総理大臣任命辞令。中央には皇太子明仁の御名御璽（天皇裕仁の病気療養による国事行為臨時代行）、左には前任の内閣総理大臣中曽根康弘の署名がある

内閣総理大臣　 （自署） （総辞職した内閣総理大臣）
```

※「任命する」の後に「。」は付されない